# Елизавета Французская
Елизаве́та Французская (фр. Élisabeth de France), полное имя Елизавета Филиппа Мари́ Эле́н (фр. Élisabeth Philippe Marie Hélène, 3 мая 1764[…], Версаль — 10 мая 1794[…], Париж) — французская принцесса, 8-й и последний ребёнок дофина Франции Людовика Фердинанда и Марии Жозефины Саксонской; младшая сестра последних королей Франции Людовика XVI, Людовика XVIII и Карла X. При дворе была известна как Мадам Елизавета. Заключённая в тюрьму Тампль одновременно с братом Людовиком XVI (1792), которому она оставалась верной опорой, в период террора была осуждена Революционным трибуналом на смерть и казнена на гильотине.

## Биография
Елизавета родилась 3 мая 1764 года в Версале. Она была младшей дочерью дофина Франции Людовика и Марии Жозефины Саксонской. Со стороны отца она была внучкой короля Франции Людовика XV и Марии Лещинской, со стороны матери — короля Польши Августа III и эрцгерцогини Марии Жозефы, дочери императора Священной Римской империи Иосифа I.
В детстве принцесса любила верховую езду, хорошо рисовала. Некоторые из её рисунков хранятся в музее Шато в Версале. С детства она была привязана к своим братьям и не хотела покидать страну, выйдя замуж за иностранного принца. В 1777 году император Иосиф II предложил ей выйти за него замуж, но она, с согласия брата, отказалась. По этой причине она так и не вышла замуж, оставаясь во Франции до самой смерти.
В 1789 году началась Великая французская революция. Принцесса Елизавета отказалась покидать страну, оставив своего брата короля и его семью в опасности. После захвата дворца Тюильри она оставалась с семьёй брата, которую заключили в тюрьму. В тюрьме Елизавета переписывалась с другим своим братом графом д’Артуа, который сумел выехать за границу. В своих письмах она писала о немедленном введении иностранных войск во Францию для подавления революции и восстановления монархии.
В феврале 1791 года она отказалась уехать со своими тётками мадам Марией Аделаидой и мадам Викторией в Италию. После казни брата 21 января 1793 года, принцесса оставалась с королевой Марией Антуанеттой. После короткого судебного заседания в октябре 1793 года, Марию Антуанетту также приговорили к смерти, и 16 октября она была обезглавлена. Последнее её письмо, адресованное мадам Елизавете, она так и не прочитала. От Елизаветы и Марии Терезы, дочери Марии Антуанетты, скрывали казнь королевы.
По мнению Робеспьера мадам Елизавета не была опасна новому правительству. Первоначально он хотел выслать Елизавету за границу. 9 мая 1794 года она предстала перед судом. Её обвинили в оказании помощи при побеге короля, в оказании помощи уцелевшим французским войскам. До суда также дошли слухи, что она поддерживала связь со своим братом, графом д’Артуа, который пытался ввести иностранные войска для подавления революции и восстановлению монархии.
Суд приговорил Елизавету к смерти на гильотине. На следующий день 10 мая 1794 года она была обезглавлена вместе с другими 23 мужчинами и женщинами. Её останки были похоронены на кладбище Эрранси в общей могиле. В период реставрации монархии Бурбонов по приказу короля Людовика XVIII мадам Елизавету вместе с другими казнёнными, найденными в общей могиле, перезахоронили в катакомбах Парижа. К тому времени останки разложились до такого состояния, что невозможно было идентифицировать, кому они принадлежали.
В монархических кругах мадам Елизавета была кумиром. Она называла революцию и революционеров воплощением зла на земле. Принцесса была набожной католичкой, много своих денег она жертвовала на благотворительность, была предана семье своего брата-короля.

## Образ в кино
- «Наполеон» (немой, Франция, 1927) — актриса Жоржетта Сорель[англ.]
- «Джефферсон в Париже» (1995)